# Víglundar saga
Die Víglundar saga oder Víglundar saga og Ketilríðar (alternativ: Þorgríms saga prúða ok Víglundar væna) ist eine Isländersaga aus dem 14. Jahrhundert. Die späte Saga ist geprägt durch eine romantische Liebesgeschichte, die den Stoff der getrennten und wiedervereinten Liebe zwischen Víglundr und Ketilríðr entwickelt. Es bestehen Einflüsse und Analogien zu anderen Sagas wie zu den Riddarsagas mit der Friðþjófs saga und der Kormáks saga in der Prosodik.
Die Mutter und Brüder von Ketilríðr sind gegen deren Beziehung zu Víglundr. Es kommt zur Eskalation des Konflikts, in dessen Verlauf Víglundr einen der Brüder in Notwehr tötet und daraufhin verbannt wird. Die Frau wird derweil mit einem alten Mann verheiratet, der die Ehe nicht vollzieht, sodass eine glückliche Wiedervereinigung des Paares möglich ist.